# St. Fagans
St. Fagans (galés Sain Ffagan) es una zona situada al oeste de la ciudad de Cardiff, capital de Gales. 
Al sur se encuentra la aldea de Michaelston-super-Ely, y al este el suburbio de Fairwater.
St. Fagans se encuentra a orillas del río Ely, y anteriormente tenía una estación de tren, que formaba parte del Eje Gales del Sur. 
En St. Fagans se encuentran el Museo Nacional de Historia, antes llamado Museo de la Vida Galesa, y el Castillo de St. Fagans. 
En 1648, tuvo lugar cerca de esta zona la Batalla de San Fagans.

## Imágenes

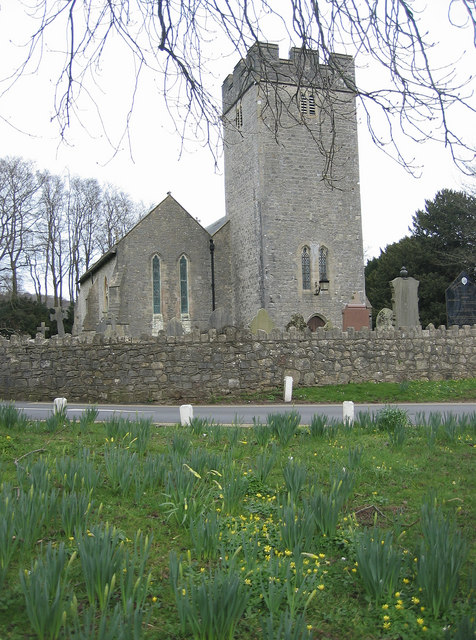
St. Mary`s Church, St. Fagans